# 盐源山溪鲵
盐源山溪鲵（学名：Batrachuperus yenyuanensis）为小鲵科山溪鲵属的两栖动物，俗名羌活鱼，是中国的特有物种。分布于四川等地，常栖息于溪内石块下或枯枝落叶中。其生存的海拔范围为 2900至 4000米。该物种的模式产地在四川盐源白灵山。